# Присоединение Приамурья и Приморья к России

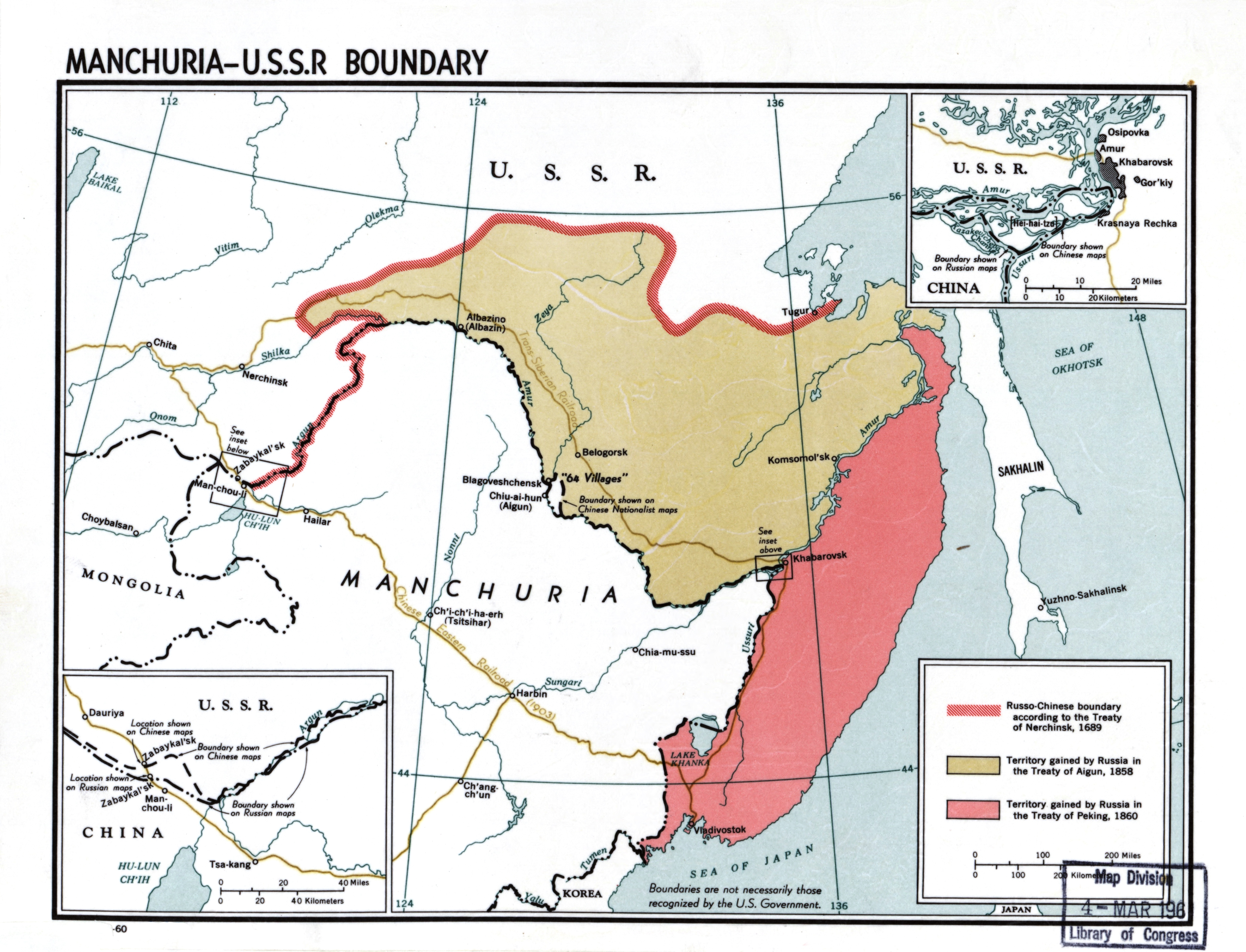
Территории, отошедшие к России по:
Айгуньскому договору 1858 года
Пекинскому договору 1860 года

Присоединение Приамурья и Приморья к России — присоединение к Российской империи территорий левобережья реки Амур и правобережья Уссури.

## Предыстория
В XVII веке русские первопроходцы, продвигаясь на восток, столкнулись с маньчжурской Цинской империей. Продлившийся чуть ли не полвека русско-цинский пограничный конфликт завершился подписанием в 1689 году Нерчинского договора, в соответствии с которым было произведено размежевание российской и цинской территорий в верховьях Амура, земли же далее к востоку (о которых обе договаривающиеся стороны имели весьма смутное представление) были оставлены неразграниченными:
Река, имянем Горбица, которая впадает, идучи вниз, в реку Шилку, с левые стороны, близ реки Черной, рубеж между обоими государствы постановить. Такожде от вершины тоя реки Каменными горами, которые начинаются от той вершины реки и по самым тех гор вершинам, даже до моря протягненными, обоих государств державу тако разделить, яко всем рекам малым или великим, которые с полудневные стороны с их гор впадают в реку Амур, быти под владением Хинского государства. Такожде всем рекам, которые с другие стороны тех гор идут, тем быти под державою царского величества Российского государства. Прочие ж реки, которые лежат в средине меж рекою Удью под Российского государства владением и меж ограниченными горами, которые содержатца близ Амура, владения Хинского государства, и впадают в море и веяния земли посреди сущие, меж тою вышепомянутою рекою Удью и меж горами, которые до границы надлежат не ограничены, ныне да пребывают, понеже на оные земли заграничение великие и полномочные послы, не имеюще указу царского величества, отлагают не ограничены до иного благополучного времени, в котором при возвращении с обеих сторон послов царское величество изволит и бугдыханово высочество похочет о том обослатися послы или посланники любительными пересылки, и тогда или через грамоты или чрез послов тые назначенные неограниченные земли покойными и пристойными случаи успокоити и разграничить могут.

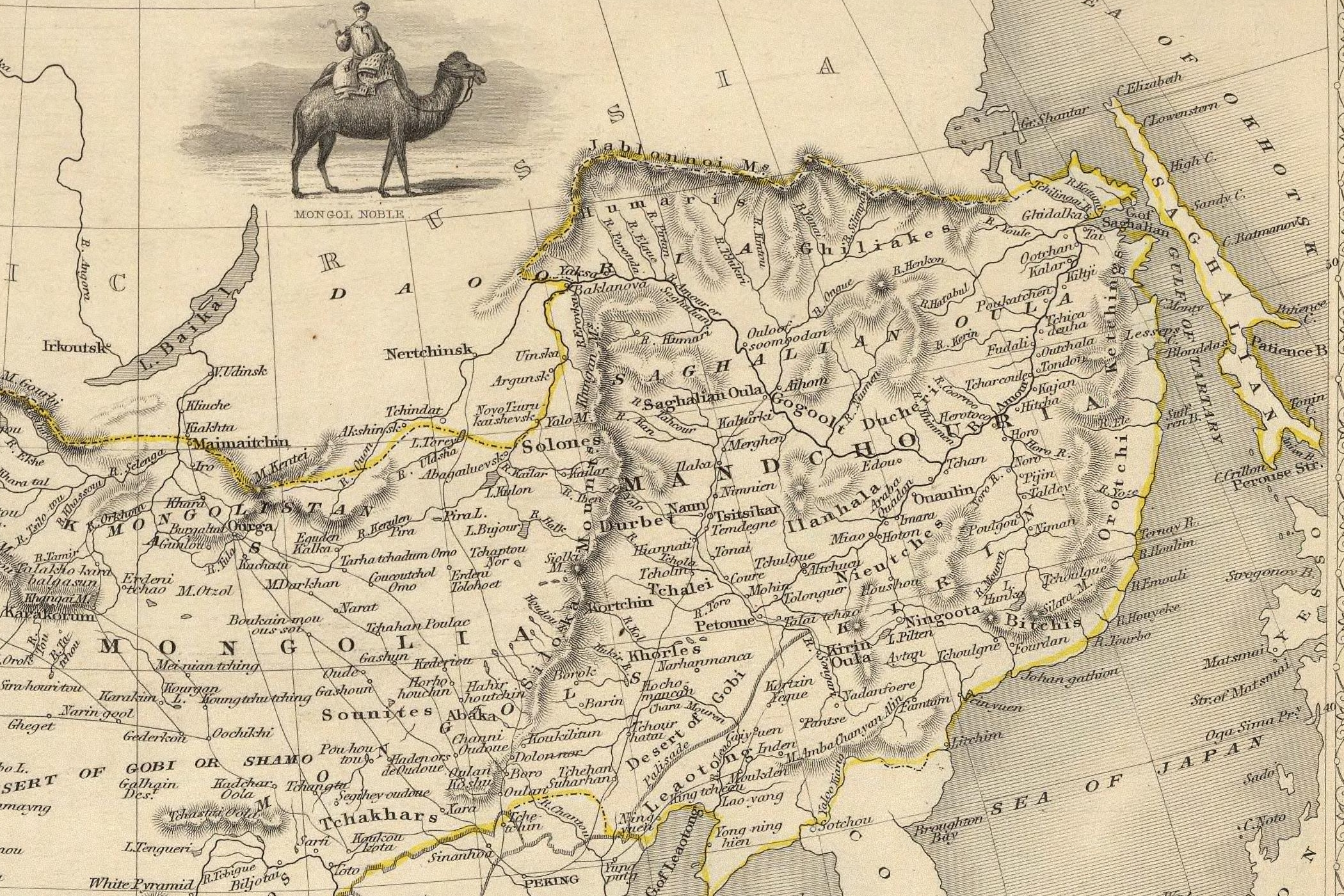
Российско-цинская граница на британской карте 1851 года

Территорию, оставленную русскими, маньчжуры не намеревались осваивать, она являлась для них буферной зоной, на которой обитало никому не податное население.

### Первые российские военные посты

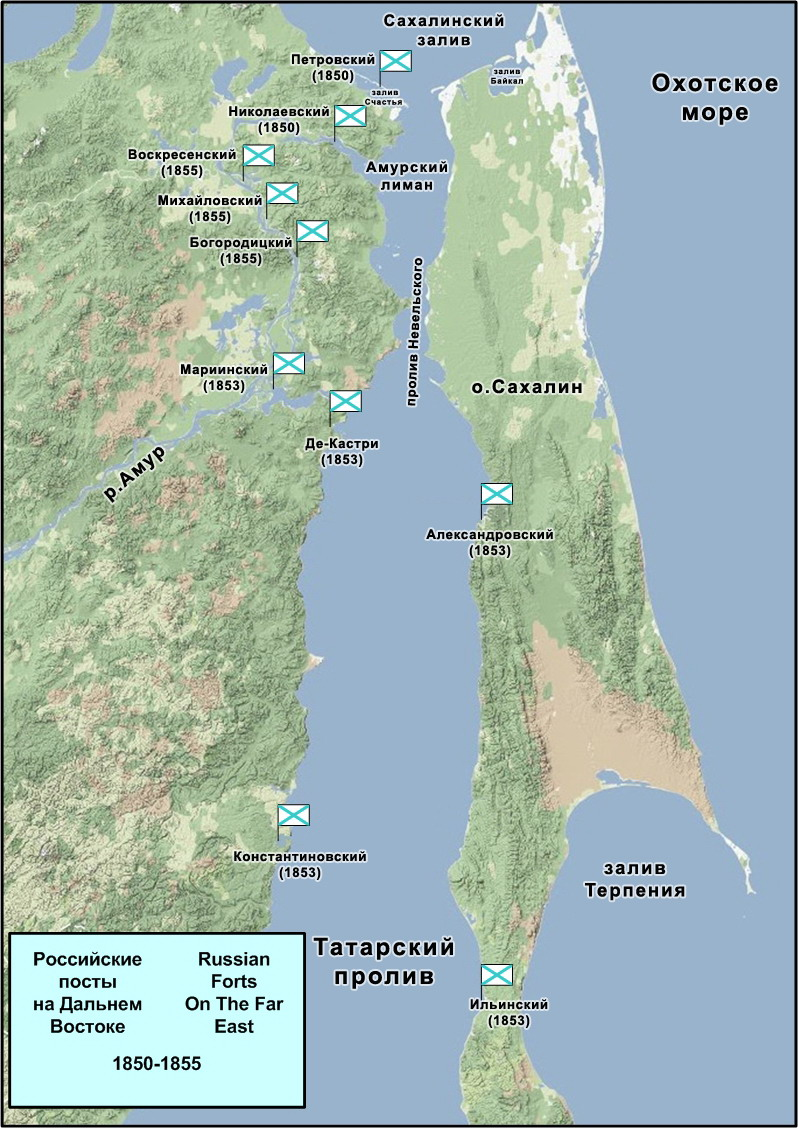
Российские посты, основанные в 1850—1855 годах

Первые официальные российские военные посты и поселения появились в Приамурье и Приморье в ходе Амурской экспедиции 1849—1855 годов. В 1849 году Г. И. Невельской на судне «Байкал» открыл Татарский пролив, доказав, что Сахалин является островом, а не полуостровом. В 1850 году он самовольно основал в устье Амура, на территории, согласно Нерчинскому договору принадлежавшей империи Цин, Николаевский пост и объявил эти земли владением Российской империи. Самоуправные действия Невельского вызвали недовольство и раздражение в правительственных кругах России, однако, выслушав доклад губернатора Восточной Сибири Николая Николаевича Муравьева, император Николай I наложил на доклад Особого Комитета знаменитую резолюцию:
Где раз поднят русский флаг, там он спускаться не должен.

## Присоединение Приамурья
Во время Крымской войны англо-французская эскадра в 1854 году атаковала Петропавловск-Камчатский. Ещё до нападения на город, губернатор Муравьёв испросил у императора Николая I разрешения на сплав вниз по Амуру войск и имущества для подкрепления Петропавловска. На Шилкинском заводе были построены два парохода, которые весной вместе с флотилией барж и баркасов (всего 77 судов) отправились вниз по Амуру; возглавил поход лично губернатор Н. Н. Муравьёв. 14 июня суда достигли устья Амура.
После этого по приказу Муравьёва в Иркутской губернии была взята 51 крестьянская семья и переселена в низовья Амура. В 1854 году вместе с Муравьёвым по Амуру приплыли сто казаков Забайкальского казачьего войска, в следующую навигацию прибыла ещё сотня казаков. 1 ноября 1856 года император Александр II постановил переселить на Амур два конных полка и четыре батальона Забайкальского казачьего войска (в реальности к 1860 году были переселены лишь четыре конные казачьи сотни и две пешие, из которых была сформирована Амурская казачья бригада).
В связи с изменением обстановки на Амуре, в 1857 году были начаты переговоры между Российской и Цинской империями о разграничении в среднем и нижнем течении реки. Ослабленная Восстанием тайпинов Цинская империя была вынуждена в 1858 году подписать сначала Тяньцзиньский трактат, а затем Айгунский договор, в соответствии с которым левый берег Амура от реки Аргунь до устья Амура признавался собственностью России, а Уссурийский край от впадения Уссури в Амур до моря оставался в общем владении впредь до определения границы. Плавание по Амуру, Сунгари и Уссури было разрешено только российским и китайским судам и запрещено всем остальным.

## Присоединение Приморья
Поскольку Айгунский договор не разграничил земли от Уссури до моря, правительство России направило в Пекин для дальнейших переговоров особую миссию во главе с графом Н. П. Игнатьевым. С цинской стороны в переговорах принимал участие великий князь Гун. При содействии Игнатьева и под угрозой разграбления Пекина оккупационными войсками цинская сторона в 1860 году уступила России правый берег Уссури. Граница была проведена на карте линией красного цвета по китайскому берегу Амура, Уссури, а также протоке Казакевича.